# Bisdom Ondo

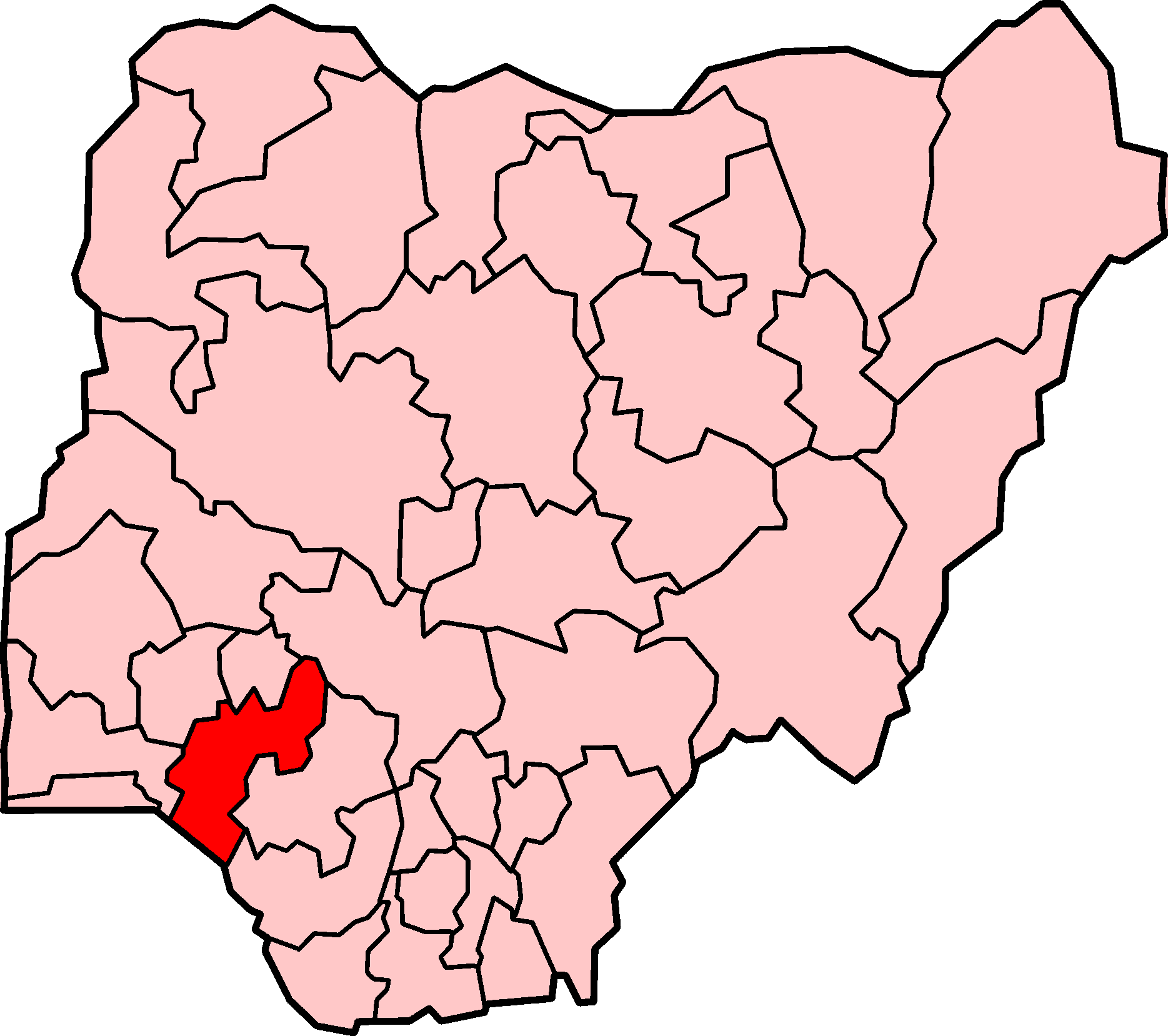
Het bisdom Ondo (rood) binnen Nigeria. De grenzen van het bisdom komen overeen met die van de staat Ondo.

Het bisdom Ondo (Latijn: Dioecesis Ondoensis) is een rooms-katholiek bisdom met als zetel Akure, de hoofdstad van de staat Ondo in Nigeria. Het bisdom is suffragaan aan het aartsbisdom Ibadan.

## Geschiedenis
Het bisdom werd opgericht op 12 januari 1943, uit het apostolisch vicariaat Costa di Benin, als het apostolisch vicariaat Ondo-Ilorin. Op 18 april 1950 werd het verheven en hernoemd tot het bisdom Ondo. 
Het verloor tweemaal gebied bij de oprichting van de apostolische prefectuur Ilorin (1960) en het bisdom Ado-Ekiti (1972).

## Parochies
In 2019 telde het bisdom 57 parochies. Het bisdom had in 2019 een oppervlakte van 15.500 km² en telde 3.460.877 inwoners waarvan 4,9% rooms-katholiek was.

## Bisschoppen
- Thomas Hughes (12 januari 1943 - 1 april 1957)
- William Richard Field (16 januari 1958 - 31 mei 1976)
  - Michael Patrick Olatunji Fagun (hulpbisschop: 28 juni 1971 - 30 juli 1972)
- Francis Folorunsho Clement Alonge (31 mei 1976 - 26 november 2010, hulpbisschop sinds 17 december 1973)
- Jude Ayodeji Arogundade (26 november 2010 - heden, coadjutor sinds 15 februari 2010)

Ibadan (aartsbisdom) · Ekiti · Ilorin · Ondo · Osogbo · Oyo